# 埼玉県道325号大野島越谷線

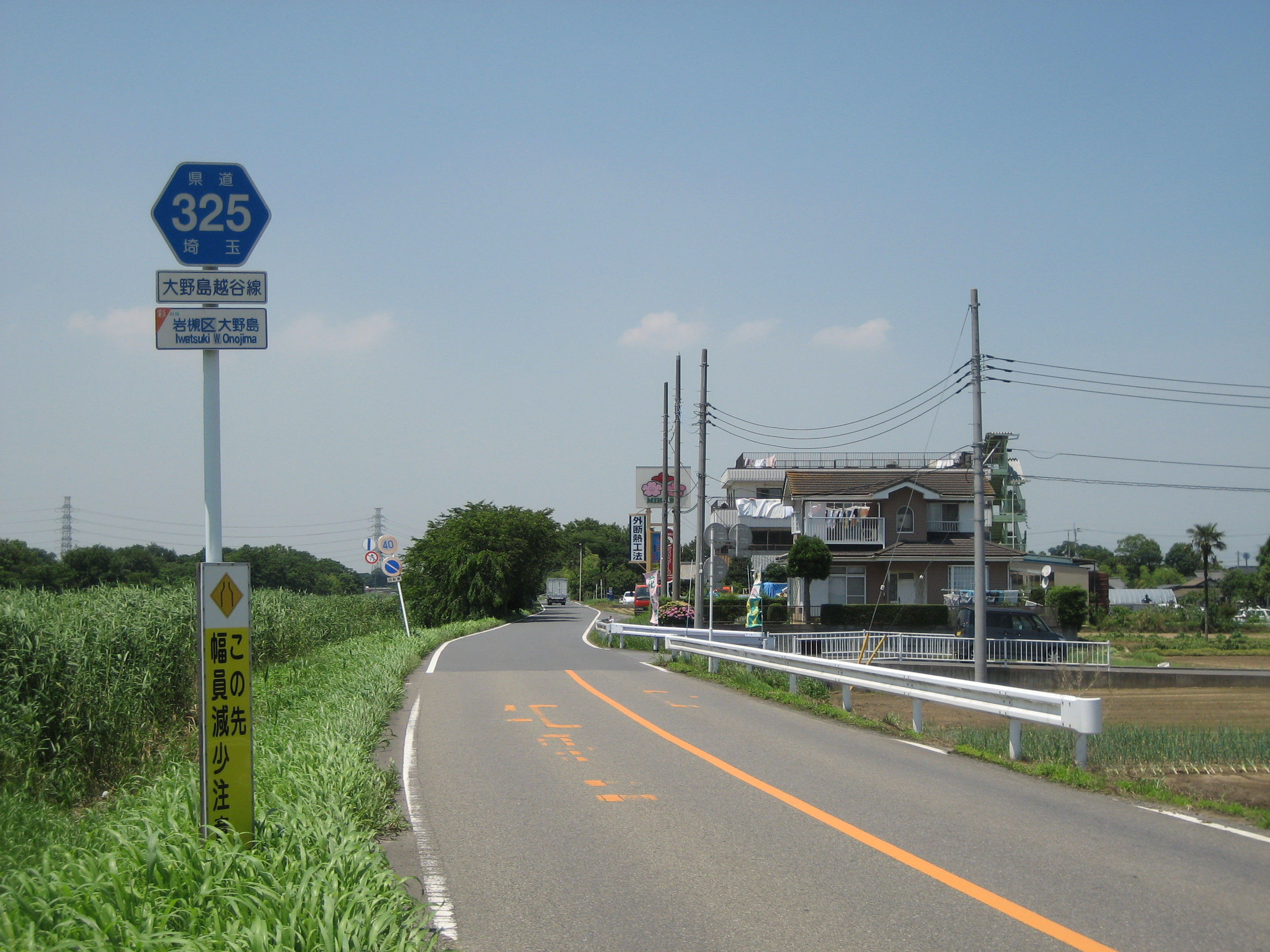
さいたま市岩槻区大野島付近

埼玉県道325号大野島越谷線（さいたまけんどう325ごう おおのじまこしがやせん）は、埼玉県さいたま市岩槻区大野島と越谷市越谷を結ぶ一般県道（埼玉県道）である。大半が元荒川に沿っている。

## 起点・終点
- 起点：埼玉県道80号野田岩槻線（さいたま市岩槻区）
- 終点：埼玉県道52号越谷流山線（越谷市）

## 通過する自治体
- 埼玉県
  - さいたま市（岩槻区）
  - 越谷市

## 交差する道路
- 埼玉県道80号野田岩槻線
- 埼玉県道214号新方須賀さいたま線（永代橋北交差点）
- 国道4号草加バイパス（元荒川橋交差点）
- 埼玉県道19号越谷野田線
- 埼玉県道52号越谷流山線（越ヶ谷本町交差点）

## 交差する鉄道と河川
- 東武伊勢崎線
- 元荒川

## 沿線・近隣の主な施設
さいたま市岩槻区
- 障害者支援施設・友愛学園
- さいたま市立川通小学校
- 川通郵便局
- 元荒川土地改良区

越谷市
- 埼玉県立大学
- 越谷市消防局大袋分署
- 角上魚類・越谷店
- 越谷市立大袋中学校
- 南荻島公園
- 越谷梅林公園
- 宮内庁埼玉鴨場
- 北越谷第五公園
- 東武伊勢崎線（東武スカイツリーライン）北越谷駅